# Большая Докья (Завьяловский район)
Большая Докья — деревня в Завьяловском районе Удмуртской Республики Российской Федерации.

## География
Находится на реке Бисмен, в 70 км к западу от центра Ижевска и в 80 км к западу от Завьялово.

## История
До 25 июня 2021 года входило в состав Бабинского сельского поселения, упразднённое в связи с преобразованием муниципального района в муниципальный округ.

## Население
| 2010 | 2012 |
| ---- | ---- |
| 4    | ↘3   |

## Инфраструктура
Личное подсобное хозяйство.

## Транспорт
Деревня доступна автотранспортом. 